# 8e étape du Tour d'Espagne 2003
Pour un article plus général, voir Tour d'Espagne 2003.
La 8e étape du Tour d'Espagne 2003 a eu lieu le 13 septembre 2003 entre la ville française de Cauterets et la plaine de ski du Pla de Beret,  sur une distance de 166 km. Elle a été remportée par l'Espagnol Joaquim Rodriguez (ONCE-Eroski). Il devance ses compatriotes Aitor Osa (iBanesto.com) et Constantino Zaballa (Kelme-Costa Blanca). Isidro Nozal (ONCE-Eroski) conserve son maillot or de leader du classement général à l'issue de l'étape.

## Classement de l'étape
| \| Classement de l'étape \| Classement de l'étape \| Classement de l'étape \| Classement de l'étape \| Classement de l'étape \| \| Coureur \| Coureur \| Pays \| Équipe \| Temps \| \| --------------------- \| --------------------- \| --------------------- \| ------------------------------- \| --------------------- \| \| 1er \| Joaquim Rodríguez \| Espagne \| ONCE-Eroski \| 4 h 45 min 40 s \| \| 2e \| Aitor Osa \| Espagne \| iBanesto.com \| + 0 s \| \| 3e \| Constantino Zaballa \| Espagne \| Kelme-Costa Blanca \| + 51 s \| \| 4e \| Josep Jufré \| Espagne \| Colchon Relax - Fuenlabrada \| + 51 s \| \| 5e \| Joan Horrach \| Espagne \| Milaneza-MSS \| + 54 s \| \| 6e \| Unai Etxebarria \| Venezuela \| Euskaltel-Euskadi \| + 1 min 13 s \| \| 7e \| Denis Lunghi \| Italie \| Alessio \| + 1 min 32 s \| \| 8e \| Eladio Jiménez \| Espagne \| iBanesto.com \| + 2 min 15 s \| \| 9e \| Michael Rasmussen \| Danemark \| Rabobank \| + 3 min 31 s \| \| 10e \| Luis Pérez Rodríguez \| Espagne \| Cofidis-Le Crédit par Téléphone \| + 3 min 31 s \| |                      |           |                                 |                 |
| |                      |           |                                 |                 |
| |                      |           |                                 |                 |
| Classement de l'étape |                      |           |                                 |                 |
| Coureur | Coureur              | Pays      | Équipe                          | Temps           |
| 1er | Joaquim Rodríguez    | Espagne   | ONCE-Eroski                     | 4 h 45 min 40 s |
| 2e | Aitor Osa            | Espagne   | iBanesto.com                    | + 0 s           |
| 3e | Constantino Zaballa  | Espagne   | Kelme-Costa Blanca              | + 51 s          |
| 4e | Josep Jufré          | Espagne   | Colchon Relax - Fuenlabrada     | + 51 s          |
| 5e | Joan Horrach         | Espagne   | Milaneza-MSS                    | + 54 s          |
| 6e | Unai Etxebarria      | Venezuela | Euskaltel-Euskadi               | + 1 min 13 s    |
| 7e | Denis Lunghi         | Italie    | Alessio                         | + 1 min 32 s    |
| 8e | Eladio Jiménez       | Espagne   | iBanesto.com                    | + 2 min 15 s    |
| 9e | Michael Rasmussen    | Danemark  | Rabobank                        | + 3 min 31 s    |
| 10e | Luis Pérez Rodríguez | Espagne   | Cofidis-Le Crédit par Téléphone | + 3 min 31 s    |

## Classement général
| \| Classement général \| Classement général \| Classement général \| Classement général \| Classement général \| \| Coureur \| Coureur \| Pays \| Équipe \| Temps \| \| ------------------ \| ------------------------- \| ------------------ \| ----------------------------- \| ------------------ \| \| 1er \| Isidro Nozal \| Espagne \| ONCE-Eroski \| 24 h 58 min 08 s \| \| 2e \| Igor González de Galdeano \| Espagne \| ONCE-Eroski \| + 1 min 21 s \| \| 3e \| Manuel Beltrán \| Espagne \| US Postal Service-Berry Floor \| + 1 min 34 s \| \| 4e \| Dario Frigo \| Italie \| Fassa Bortolo \| + 3 min 07 s \| \| 5e \| Roberto Heras \| Espagne \| US Postal Service-Berry Floor \| + 3 min 18 s \| \| 6e \| Francisco Mancebo \| Espagne \| iBanesto.com \| + 3 min 40 s \| \| 7e \| Aitor González \| Espagne \| Fassa Bortolo \| + 4 min 00 s \| \| 8e \| Alejandro Valverde \| Espagne \| Kelme-Costa Blanca \| + 4 min 03 s \| \| 9e \| Michael Rasmussen \| Danemark \| Rabobank \| + 4 min 04 s \| \| 10e \| Aitor Osa \| Espagne \| iBanesto.com \| + 4 min 14 s \| |                           |          |                               |                  |
| |                           |          |                               |                  |
| |                           |          |                               |                  |
| Classement général |                           |          |                               |                  |
| Coureur | Coureur                   | Pays     | Équipe                        | Temps            |
| 1er | Isidro Nozal              | Espagne  | ONCE-Eroski                   | 24 h 58 min 08 s |
| 2e | Igor González de Galdeano | Espagne  | ONCE-Eroski                   | + 1 min 21 s     |
| 3e | Manuel Beltrán            | Espagne  | US Postal Service-Berry Floor | + 1 min 34 s     |
| 4e | Dario Frigo               | Italie   | Fassa Bortolo                 | + 3 min 07 s     |
| 5e | Roberto Heras             | Espagne  | US Postal Service-Berry Floor | + 3 min 18 s     |
| 6e | Francisco Mancebo         | Espagne  | iBanesto.com                  | + 3 min 40 s     |
| 7e | Aitor González            | Espagne  | Fassa Bortolo                 | + 4 min 00 s     |
| 8e | Alejandro Valverde        | Espagne  | Kelme-Costa Blanca            | + 4 min 03 s     |
| 9e | Michael Rasmussen         | Danemark | Rabobank                      | + 4 min 04 s     |
| 10e | Aitor Osa                 | Espagne  | iBanesto.com                  | + 4 min 14 s     |

## Classements annexes
| Classement par points | Classement par points | Classement par points | Classement par points           | Classement par points |
| Coureur               | Coureur               | Pays                  | Équipe                          | Points                |
| --------------------- | --------------------- | --------------------- | ------------------------------- | --------------------- |
| 1er                   | Joaquim Rodríguez     | Espagne               | ONCE-Eroski                     | 57 pts                |
| 2e                    | Unai Etxebarria       | Venezuela             | Euskaltel-Euskadi               | 53 pts                |
| 3e                    | Alessandro Petacchi   | Italie                | Fassa Bortolo                   | 50 pts                |
| 4e                    | Isidro Nozal          | Espagne               | ONCE-Eroski                     | 50 pts                |
| 5e                    | Luis Pérez Rodríguez  | Espagne               | Cofidis-Le Crédit par Téléphone | 50 pts                |

| Classement par points | Classement par points | Classement par points | Classement par points           | Classement par points |
| Coureur               | Coureur               | Pays                  | Équipe                          | Points                |
| --------------------- | --------------------- | --------------------- | ------------------------------- | --------------------- |
| 1er                   | Joaquim Rodríguez     | Espagne               | ONCE-Eroski                     | 57 pts                |
| 2e                    | Unai Etxebarria       | Venezuela             | Euskaltel-Euskadi               | 53 pts                |
| 3e                    | Alessandro Petacchi   | Italie                | Fassa Bortolo                   | 50 pts                |
| 4e                    | Isidro Nozal          | Espagne               | ONCE-Eroski                     | 50 pts                |
| 5e                    | Luis Pérez Rodríguez  | Espagne               | Cofidis-Le Crédit par Téléphone | 50 pts                |

| Classement de la montagne | Classement de la montagne | Classement de la montagne | Classement de la montagne       | Classement de la montagne |
| Coureur                   | Coureur                   | Pays                      | Équipe                          | Points                    |
| ------------------------- | ------------------------- | ------------------------- | ------------------------------- | ------------------------- |
| 1er                       | Joan Horrach              | Espagne                   | Milaneza-MSS                    | 91 pts                    |
| 2e                        | Félix Cárdenas            | Colombie                  | Labarca-2-Café Baqué            | 90 pts                    |
| 3e                        | Aitor Osa                 | Espagne                   | iBanesto.com                    | 82 pts                    |
| 4e                        | Luis Pérez Rodríguez      | Espagne                   | Cofidis-Le Crédit par Téléphone | 60 pts                    |
| 5e                        | Josep Jufré               | Espagne                   | Colchon Relax - Fuenlabrada     | 55 pts                    |

| Classement de la montagne | Classement de la montagne | Classement de la montagne | Classement de la montagne       | Classement de la montagne |
| Coureur                   | Coureur                   | Pays                      | Équipe                          | Points                    |
| ------------------------- | ------------------------- | ------------------------- | ------------------------------- | ------------------------- |
| 1er                       | Joan Horrach              | Espagne                   | Milaneza-MSS                    | 91 pts                    |
| 2e                        | Félix Cárdenas            | Colombie                  | Labarca-2-Café Baqué            | 90 pts                    |
| 3e                        | Aitor Osa                 | Espagne                   | iBanesto.com                    | 82 pts                    |
| 4e                        | Luis Pérez Rodríguez      | Espagne                   | Cofidis-Le Crédit par Téléphone | 60 pts                    |
| 5e                        | Josep Jufré               | Espagne                   | Colchon Relax - Fuenlabrada     | 55 pts                    |

| Classement du combiné | Classement du combiné | Classement du combiné | Classement du combiné           | Classement du combiné |
| Coureur               | Coureur               | Pays                  | Équipe                          | Points                |
| --------------------- | --------------------- | --------------------- | ------------------------------- | --------------------- |
| 1er                   | Isidro Nozal          | Espagne               | ONCE-Eroski                     | 15 pts                |
| 2e                    | Luis Pérez Rodríguez  | Espagne               | Cofidis-Le Crédit par Téléphone | 20 pts                |
| 3e                    | Félix Cárdenas        | Colombie              | Labarca-2-Café Baqué            | 24 pts                |
| 4e                    | Michael Rasmussen     | Danemark              | Rabobank                        | 25 pts                |
| 5e                    | Joaquim Rodríguez     | Espagne               | ONCE-Eroski                     | 32 pts                |

| Classement du combiné | Classement du combiné | Classement du combiné | Classement du combiné           | Classement du combiné |
| Coureur               | Coureur               | Pays                  | Équipe                          | Points                |
| --------------------- | --------------------- | --------------------- | ------------------------------- | --------------------- |
| 1er                   | Isidro Nozal          | Espagne               | ONCE-Eroski                     | 15 pts                |
| 2e                    | Luis Pérez Rodríguez  | Espagne               | Cofidis-Le Crédit par Téléphone | 20 pts                |
| 3e                    | Félix Cárdenas        | Colombie              | Labarca-2-Café Baqué            | 24 pts                |
| 4e                    | Michael Rasmussen     | Danemark              | Rabobank                        | 25 pts                |
| 5e                    | Joaquim Rodríguez     | Espagne               | ONCE-Eroski                     | 32 pts                |

| Classement par équipes | Classement par équipes          | Classement par équipes | Classement par équipes |
| Équipe                 | Équipe                          | Pays                   | Temps                  |
| ---------------------- | ------------------------------- | ---------------------- | ---------------------- |
| 1re                    | ONCE-Eroski                     | Espagne                | 74 h 56 min 09 s       |
| 2e                     | iBanesto.com                    | Espagne                | + 5 min 11 s           |
| 3e                     | Euskaltel-Euskadi               | Espagne                | + 11 min 52 s          |
| 4e                     | Kelme-Costa Blanca              | Espagne                | + 13 min 15 s          |
| 5e                     | Cofidis-Le Crédit par Téléphone | France                 | + 17 min 14 s          |

| Classement par équipes | Classement par équipes          | Classement par équipes | Classement par équipes |
| Équipe                 | Équipe                          | Pays                   | Temps                  |
| ---------------------- | ------------------------------- | ---------------------- | ---------------------- |
| 1re                    | ONCE-Eroski                     | Espagne                | 74 h 56 min 09 s       |
| 2e                     | iBanesto.com                    | Espagne                | + 5 min 11 s           |
| 3e                     | Euskaltel-Euskadi               | Espagne                | + 11 min 52 s          |
| 4e                     | Kelme-Costa Blanca              | Espagne                | + 13 min 15 s          |
| 5e                     | Cofidis-Le Crédit par Téléphone | France                 | + 17 min 14 s          |